# Шоман, Александр Иванович
Александр Иванович Шоман (род. 15 февраля 1948, Горький) — советский хоккеист, нападающий.

## Биография
Воспитанник горьковского «Торпедо», провёл в составе команды 10 матчей в чемпионате СССР 1964/65. Перешёл в «Динамо» Киев, за которое отыграл восемь сезонов (пять первых — в первой группе класса «А»). Выступал за команды второй лиги СКА Хабаровск (1973/74) и «Машиностроитель» Киев (1979/80).
Победитель хоккейного турнира зимней Универсиады 1968 года.